# Jelen lopatar
Jelen lopatar ili lanjac (lat. Dama dama) je sisavac iz obitelji jelena. 
Porijeklom je iz toplijeg istočnog Mediterana. Obitava u brdima i ubraja se među preživače papkare. Široko je rasporastranjen u Europi, djelovanjem čovjeka.

## Opis
Glavna značajka ovog tipa jelena su zaobljeni, račvasto prošireni rogovi kod mužjaka, dok ženka nema rogove. Jelen lopatar je znatno manji u odnosu na običnog jelena. Ukupna duljina tijela je 1,7 metara, dok je visina 90 centimetara. Stari mužjaci mogu biti dugi 1,8 metara i 1 metar visoki. Jelen lopatar ima prilično jak torzo, kraći vrat i duži rep. Može imati razne varijacije boje dlake. Često se javljaju i u potpunosti bijeli jeleni lopatari (ne albino), koji se ne mijenjaju boju tijekom cijele godine, a zimi imaju samo malo dužu dlaku. 
Način života vrlo je sličan običnom jelenu. Obje vrste imaju dobro razvijena osjetila. Jelen lopatar nije tako plah i oprezan kao obični jelen. U brzini, agilnosti i spretnosti, jedva da zaostaje za običnim jelenom, ali razlikuju se u trčanju, jer se jelen lopatar uzdiže iznad galopirajućih nogu. Njegov hod je vrlo uredan, lako galopira i može preskočiti dva metra visok zid. 
Živi u većim ili manjim stadima. Ne voli biti zatočen kao i druge vrste jelena, ali može se uzgajati u ograđenom prostoru, ako mu se omogući dovoljno prostora. Koža je kvalitetna i cijenjena. 